# Монтальдо-Борміда
Монтальдо-Борміда (італ. Montaldo Bormida, п'єм. Montad) — муніципалітет в Італії, у регіоні П'ємонт,  провінція Алессандрія.
Монтальдо-Борміда розташоване на відстані близько 450 км на північний захід від Рима, 85 км на південний схід від Турина, 26 км на південь від Алессандрії.
Населення — 688 осіб (2014).
Щорічний фестиваль відбувається 29 вересня. 

## Демографія
Населення за роками:

Станом на 1 січня 2023 року в муніципалітеті офіційно проживало 49 іноземців з 14 країн, серед них 31 громадянин країн Євросоюзу та 1 громадянин України.

## Сусідні муніципалітети
- Карпенето
- Орсара-Борміда
- Ривальта-Борміда
- Сеццадіо
- Тризоббіо